# Eduard Goebel

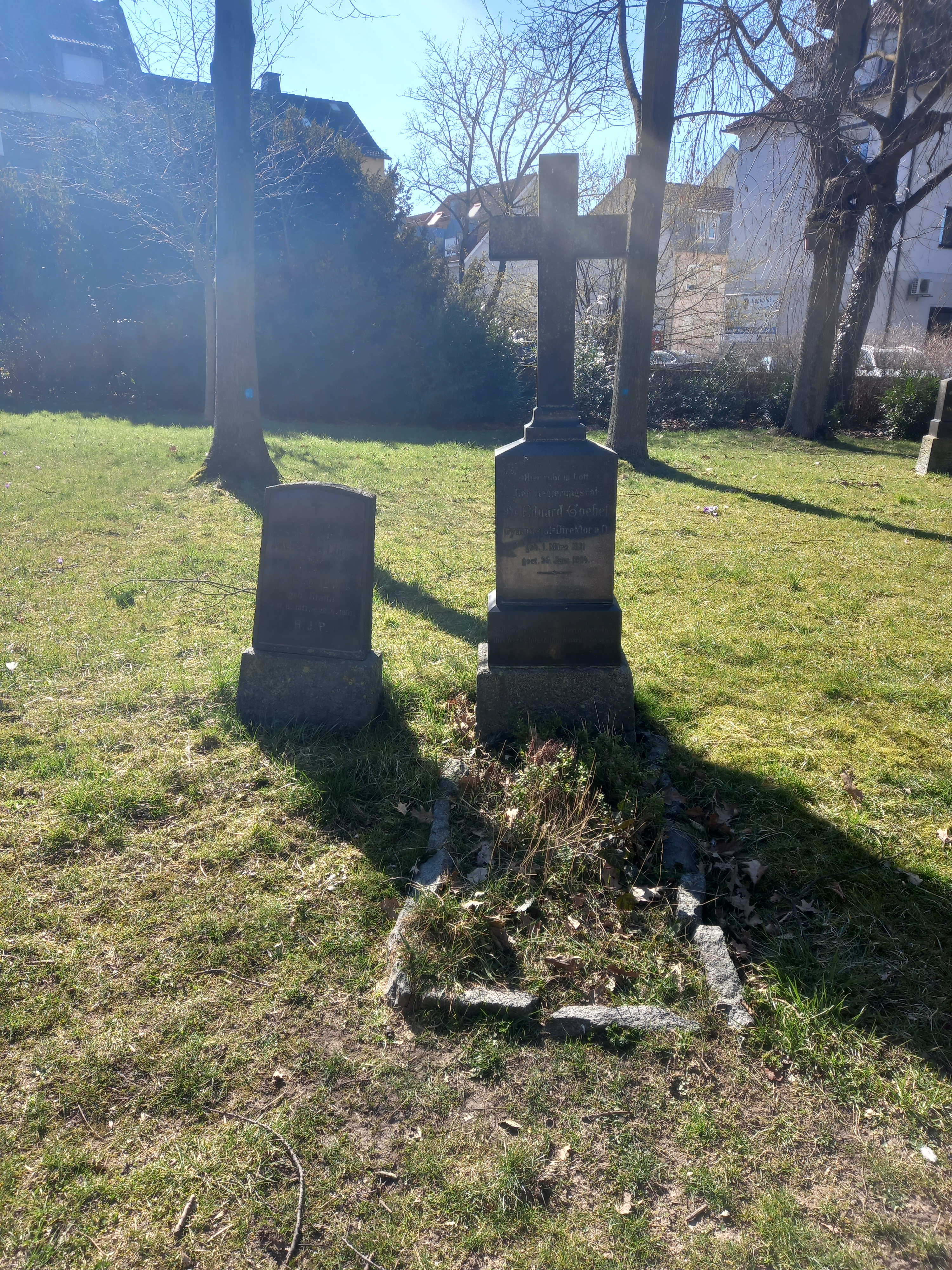
Das Grab von Eduard Goebel auf dem Alten städtischen Friedhof in Fulda

Peter Eduard Goebel (* 1. März 1831 in Hillesheim (Eifel); † 30. Juni 1904 in Fulda) war ein deutscher Philologe, Gymnasialdirektor sowie Mitglied des preußischen Abgeordnetenhauses für die Zentrumspartei.

## Leben
Goebel besuchte das Progymnasium in Attendorn sowie die Gymnasien in Münster und Köln. Anschließend studierte er Philosophie und Philologie in Bonn, wo er 1854 zum Dr. phil. promoviert wurde. Goebel war Gymnasiallehrer in Aachen, Bonn, Salzburg und Köln. Zwischen 1863 und 1897 war er Direktor des Gymnasiums in Fulda.
Er verfasste verschiedene philologische Aufsätze in Schulprogrammen und Fachzeitschriften. Außerdem gab er eine Sammlung „vaterländischer“ Gedichte heraus, die 1895 in zweiter Auflage erschienen ist. Daneben gab er von Platon die Apologie und Kriton heraus. Im Jahr 1903 veröffentlichte er die Gedichte aus jungen und alten Tagen.
Von 1893 bis zu seinem Tode 1904 war er für die Zentrumspartei Mitglied des preußischen Abgeordnetenhauses, in dem er als Abgeordneter den Wahlkreis Kassel 12 (Fulda) vertrat.
Goebel war Ehrenbürger von Fulda. Nach ihm ist die Eduard-Goebel-Straße in Fulda benannt. Goebel hatte mindestens eine Tochter (Elisabeth Goebel, 1859 bis 1945) nach der die Elisabethenstraße in Fulda benannt wurde.

## Schriften
- Observationes  Lucretianae  Et Criticae  Et Exegeticae, Bonn 1854 (= Dissertation)